# Partido Progresista Nacional
El Partido Progresista Nacional fue el nombre usado por el Partido Comunista de Chile (PCCh) en las elecciones para el Congreso Nacional de 1941 y 1945.

## Historia

### Antecedentes
El uso del nombre era para evitar infringir la legislación que impedía su participación en procesos electorales si usaba el apelativo de comunista. En 1937 el Director del Registro Electoral borró la inscripción del PCCh al dictaminar que era una asociación ilícita. Para ello en 1937 se inscribió como Partido Nacional Democrático para participar en las elecciones parlamentarias de dicho año. Los candidatos electos se declararon comunistas al día siguiente de su elección.

### Fundación
En 1941, el Partido Comunista se inscribió como Partido Progresista Nacional para las elecciones parlamentarias de ese año.
Al año siguiente integró la Alianza Democrática, coalición que apoyó al candidato presidencial Juan Antonio Ríos del Partido Radical, quien resultó elegido. En 1945 integró la lista de la Alianza Democrática en las elecciones parlamentarias.
En enero de 1947 el Partido Comunista se inscribió como tal. Sin embargo, en 1948 al dictarse la Ley de Defensa Permanente de la Democracia, tanto al PCCh como al Partido Progresista Nacional se les borró su inscripción en la Dirección del Registro Electoral, así como la de sus militantes de los padrones electorales. 

Artículo 1º.- Dentro del plazo de diez días contados desde la vigencia de la presente ley, el Director del Registro Electoral procederá a cancelar sin más trámite la inscripción registrada de los Partidos Comunista de Chile y Progresista Nacional.
Ley de Defensa Permanente de la Democracia